# Periscepsia stylata
Periscepsia stylata là một loài ruồi trong họ Tachinidae.